# Alianza de Liberales y Demócratas por Europa en la Asamblea Parlamentaria del Consejo de Europa

La Alianza de Liberales y Demócratas por Europa en la Asamblea Parlamentaria del Consejo de Europa (ALDE-APCE) (en francés: Alliance des démocrates et des libéraux pour l'Europe) es un grupo político de la Asamblea Parlamentaria del Consejo de Europa que aporta juntos 92 miembros de 26 estados. Desde enero de 2020, el grupo está presidido por Jacques Maire de Francia.

## Misión de la ALDE-APCE
La misión del grupo ALDE-APCE es promover los valores fundamentales del Consejo de Europa: democracia, derechos humanos y estado de derecho a través de acciones políticas mejoradas dentro y fuera de la Asamblea Parlamentaria del Consejo de Europa. ALDE adoptó una nueva declaración de misión el 22 de enero de 2018 que describe los valores y objetivos del grupo. Los miembros de ALDE realizan estos objetivos participando activamente en las sesiones de la Asamblea Parlamentaria, trabajando en sus Comisiones, redactando informes, iniciando debates y asegurando el seguimiento de este trabajo en sus países de origen. Fuera de la Asamblea, los miembros del grupo se comprometen a promover los principios del Consejo de Europa y dando apoyo a los valores liberales y democráticos en toda Europa.

## Composición

### Oficina
De acuerdo con el Reglamento de ALDE-APCE (modificado el 22 de enero de 2018), la Mesa del Grupo está compuesta por el presidente, 11 vicepresidentes y el tesorero del Grupo. Los presidentes de los comités y los expresidentes del Grupo son miembros natos de la Mesa.

### Miembros
Lista de miembros de ALDE-APCE
La secretaría permanente del Grupo está ubicada en la sede del Consejo de Europa en Estrasburgo, Francia (Palais de l'Europe). La secretaría está presidida por la Dra. Maria Bigday.

## Historia
No fue hasta después de la celebración del 25 aniversario del Consejo de Europa en 1964 que el Reglamento de la Asamblea Consultiva (su nombre no cambió a Asamblea Parlamentaria hasta 1974) mencionaba discretamente que los miembros tenían la posibilidad de formar grupos políticos. La historia del grupo liberal en la APCE se remonta a principios de la década de 1970 (documentada por primera vez en 1974). En ese momento se llamaba Grupo Liberal y estaba formado por 30 miembros encabezados por Frederik Portheine (Países Bajos).
A mediados de los años 80, el grupo cambió su nombre por el de "Grupo de Liberales, Democráticos y Reformistas" (LDR) con el fin de hacer que los ideales políticos del Grupo fueran universal e inequívocamente reconocibles. El nombre de "Alianza de Liberales y Demócratas por Europa" (ALDE) se adoptó el 20 de junio de 2005 con el fin de mejorar la cooperación con otros organismos liberales y democráticos europeos, en particular, la ALDE del Parlamento Europeo.

### Presidentes de ALDE-APCE
| Periodo de presidencia | Presidente           | País                |
| ---------------------- | -------------------- | ------------------- |
| enero 2020- presente   | jacques maire        | Francia             |
| 2017-2020              | Rik Daems            | Bélgica             |
| 2014-octubre de 2017   | Jordi Xuclá          | España              |
| 2009-2014              | Ana Brasseur         | Luxemburgo          |
| 2002-2009              | Mátyás Eörsi         | Hungría             |
| 1999-2002              | Kristiina Ojulandia  | Estonia             |
| 1994-1999              | Sir Russell-Johnston | Reino Unido         |
| 1991-1994              | Daniel Tarschys      | Suecia              |
| 1983-1991              | Björn Elmquist       | Dinamarca           |
| 1980-1983              | manfred vohrer       | Alemania occidental |
| 1974-1980              | Federico Portheine   | Países Bajos        |

### Presidentes liberales de la Asamblea Parlamentaria
| En la oficina | Presidente            | País         |
| ------------- | --------------------- | ------------ |
| 2020-presente | Rik Daems             | Bélgica      |
| 2014-2016     | Ana Brasseur          | Luxemburgo   |
| 1999-2002     | Lord Russell-Johnston | Reino Unido  |
| 1978-1981     | Hans J. de Koster     | Países Bajos |
| 1969-1972     | Olivier Reverdín      | Suiza        |
| 1960-1963     | Por Federspiel        | Dinamarca    |

### Secretario General liberal del Consejo de Europa
Daniel Tarschys (Suecia) fue Secretario General del Consejo de Europa de 1994 a 1999.

### Historia de la Secretaría
La secretaría permanente del Grupo opera desde 1978, cuando el Sr. Peter Kallenberger fue nombrado Secretario del Grupo. Después de jubilarse en 2010, la Sra. Maria Bigday asumió el cargo de Secretaria.

## Actividades

### Informes recientes elaborados por los miembros de ALDE
- Ana Brasseur

- Good Football governance (Report, Doc 14452, 15 de diciembre de 2017)
- Internet and politics: the impact of new information technology on democracy (Report, Doc 13386, 13 de enero de 2014)
- Rik Daems

- Setting minimum standards for electoral systems in order to offer the basis for free and fair elections (Report, Doc 15027, 8 de enero de 2020)
- Extra-institutional actors in the democratic system (Report, Doc 12278, 4 de junio de 2010)
- Dick Marty

- Inhuman treatment of people and illicit trafficking in human organs in Kosovo (Report, Doc. 12462, 25 de enero de 2011)
- Alleged secret detentions and unlawful inter-state transfers of detainees involving Council of Europe member states (Report, Doc 10957, 12 June 2006)

### Conferencias y eventos paralelos
El Grupo ALDE-APCE realiza regularmente conferencias, audiencias, seminarios y mesas redondas en el marco del ámbito de interés del Consejo de Europa. También coorganiza eventos conjuntos con otras instituciones liberales y democráticas europeas e internacionales. La información relacionada con estos eventos paralelos se encuentra en el sitio web de ALDE-APCE y en el boletín ALDE que se publica después de cada sesión.

## Organizaciones asociadas
1. Partido ALDE
2. Renovar Europa en el Parlamento Europeo
3. Federación Internacional de Juventudes Liberales (FIJL)
4. Internacional Liberal (IL)
5. Renovar Europa[13] en el Comité Europeo de las Regiones
6. Grupo Liberal y Demócrata Independiente[14] en el Congreso de Autoridades Locales y Regionales del Consejo de Europa